# 国际钓鱼运动协会

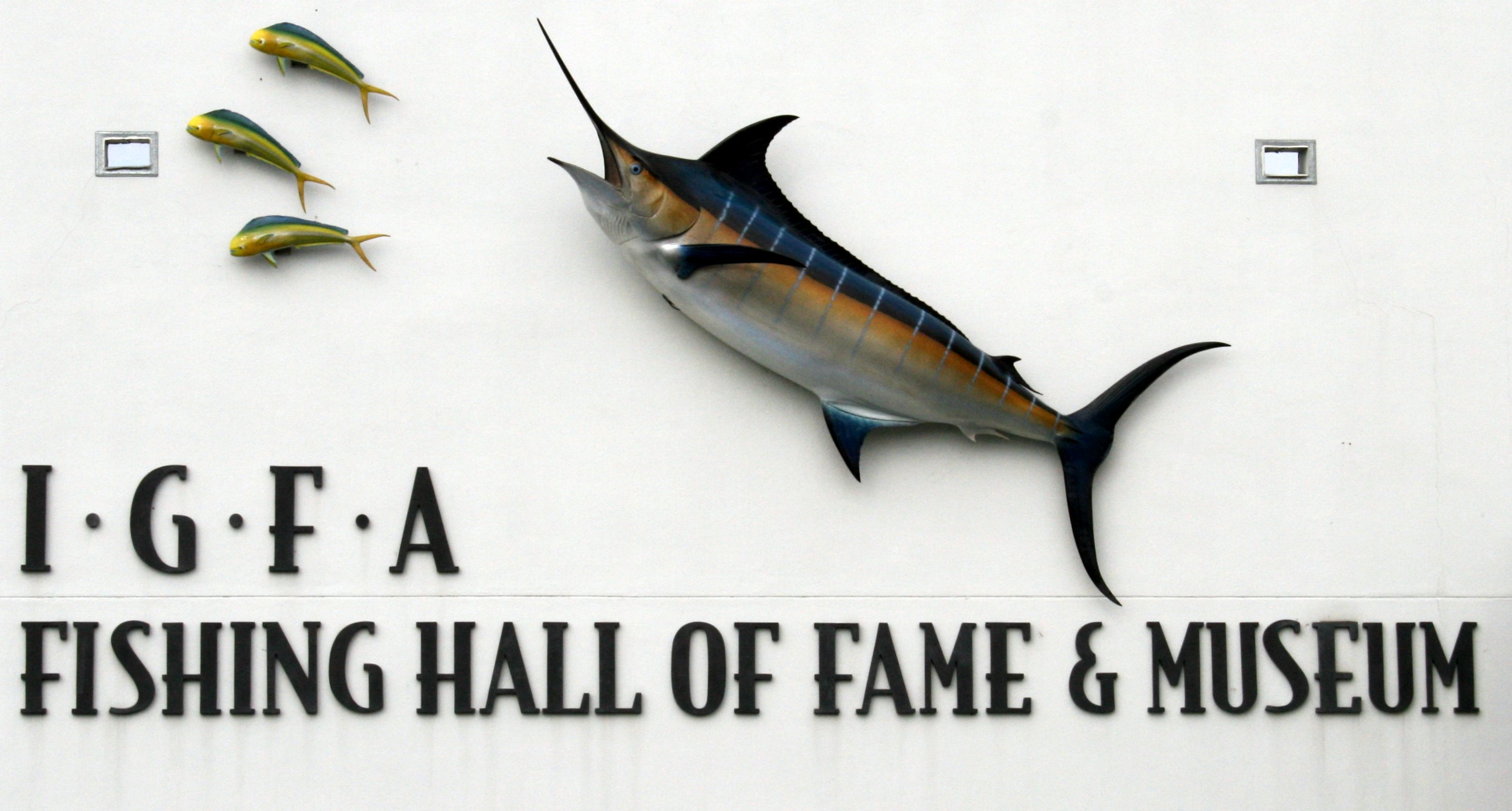
标志

国际钓鱼运动协会（International Game Fish Association；IGFA）是一家美国佛罗里达州达尼亚滩的非政府组织，目的是保护鱼类、维护钓鱼相关记录、提供鱼类识别指南等。IGFA保护奖（IGFA Conservation Awards；1993年）等钓鱼有关的奖项由该组织颁发。